# John Poulett (4e comte Poulett)
John Poulett, 4e comte Poulett (3 avril 1756 - 14 janvier 1819), titré vicomte Hinton entre 1764 et 1788, est un pair et un officier de la milice britannique.

## Biographie
Il est le fils de Vere Poulett (3e comte Poulett) et de Mary Butt, fille de Richard Butt, d'Arlington, dans le Gloucestershire. Du 4 août 1778 à avril 1803, il est colonel de la milice du Devon de l'Est, qui est en service actif dans l'armée en 1779.
Il succède à son père comme comte en 1788. En 1792, il est nommé Lord Lieutenant du Somerset poste qu'il occupe jusqu'à sa mort. Il est également enregistreur de Bridgwater. La milice de l'est du Devon est de nouveau levée pour le service actif en mars 1794 et il est également nommé colonel de la cavalerie de Somersetshire. Le 30 mai, il est investi chevalier du chardon. Il est nommé Lord de la chambre de George III le 19 novembre 1795, poste qu'il occupe jusqu'à sa mort. Poulett est nommé colonel de la 1re (East) Somersetshire Militia  et du East Somerset Regiment of Yeomanry Cavalry le 17 septembre 1803.
Lord Poulett épouse en premières noces Sophia Pocock, fille de l'amiral George Pocock, en 1782. Ils ont dix enfants, dont le vice-amiral George Poulett, père de William Poulett et 6e comte Poulett. Une fille, Sophia Poulett, est l'épouse d'Henry Vane (2e duc de Cleveland), tandis qu'une autre fille, Mary Poulett, est la deuxième épouse de Charles Henry Somerset. Après la mort de Sophia en janvier 1811, il épouse Margaret Burges, fille de Ynyr Burges et veuve de John Smith-Burges, 1er baronnet, en 1816. Il meurt en janvier 1819, à l'âge de 62 ans. Son fils aîné, John Poulett (5e comte Poulett), lui succède au comté. La comtesse Poulett est décédée à Brighton en mai 1838.